# Au (Fischingen)
Au (toponimo tedesco) è una frazione del comune svizzero di Fischingen, nel Canton Turgovia (distretto di Münchwilen).

## Storia

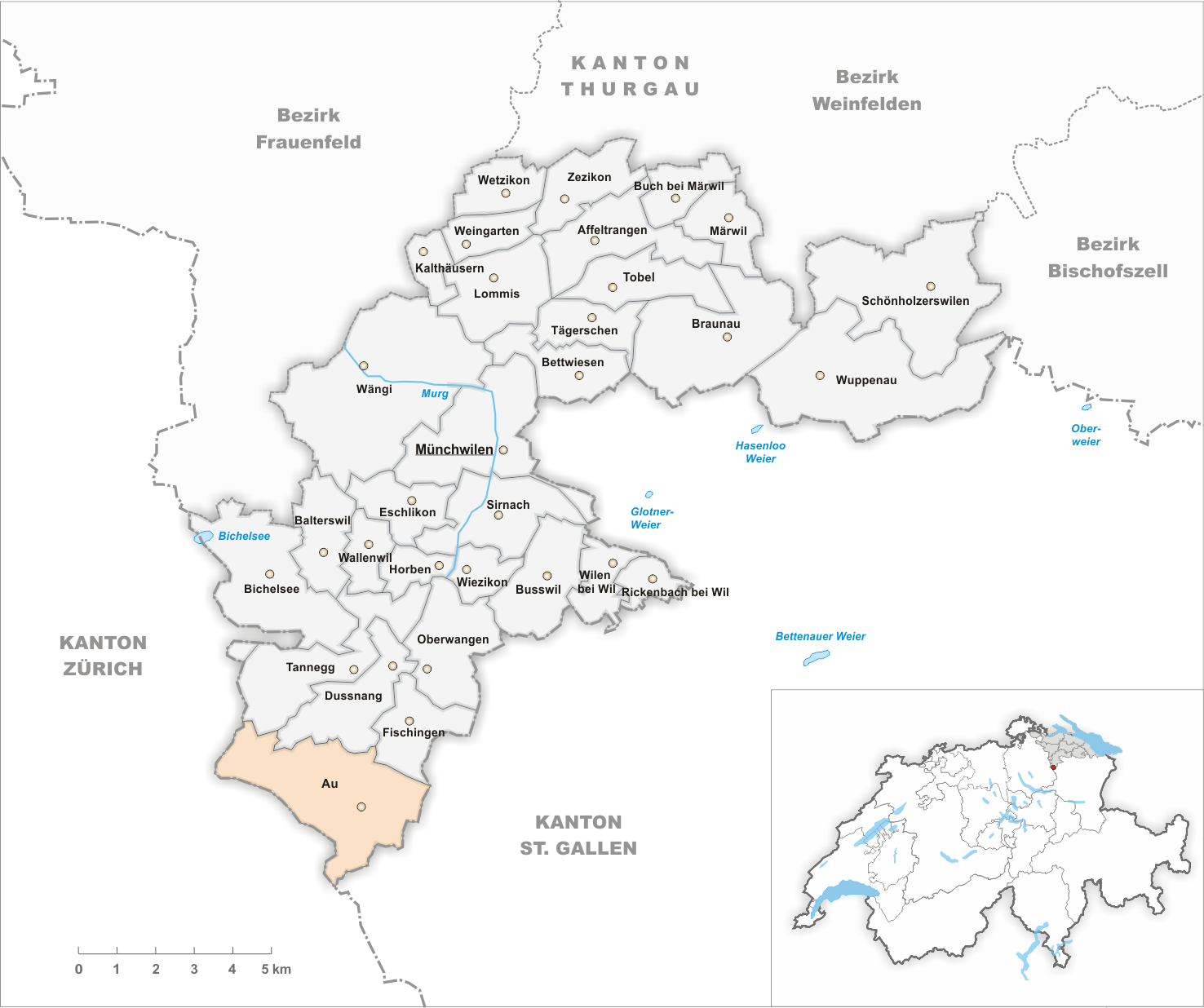
Il territorio del comune di Au prima degli accorpamenti comunali del 1972

Già comune autonomo (Ortsgemeinde), nel 1972 è stato aggregato al comune di Fischingen assieme agli altri comuni soppressi di Dussnang, Oberwangen e Tannegg.

## Monumenti e luoghi d'interesse
- Cappella della Vergine, eretta nell'XI-XII secolo[1].

## Società

### Evoluzione demografica
L'evoluzione demografica è riportata nella seguente tabella:
Abitanti censiti

## Amministrazione
Ogni famiglia originaria del luogo fa parte del cosiddetto comune patriziale e ha la responsabilità della manutenzione di ogni bene ricadente all'interno dei confini della frazione.